# Esperstedt (Bad Frankenhausen)
Esperstedt ist ein Ortsteil von Bad Frankenhausen/Kyffhäuser im Kyffhäuserkreis in Thüringen.

## Lage
Das Dorf Esperstedt liegt auf Lehmboden des Holozän. Im Norden der Flur befinden sich braunkohleführende Schichten des Tertiär und im Süden Riedboden des Holozän.
Esperstedt liegt am Solgraben, einem Zufluss der Unstrut östlich von Bad Frankenhausen an der Landesstraße 1172 in der Nähe der Bundesstraße 85. Die Gemarkung liegt am westlichen Rand der Diamantenen Aue, nordwestlich befindet sich das Kyffhäusergebirge und südwestlich die Nordabdachung der Hainleite. Nördlich vom Kyffhäuser-Gebirge in der Goldenen Aue verläuft die Bundesautobahn 38 mit Anschluss bei Kelbra.

## Geschichte
Der Ortsform nach stellt Esperstedt ein unregelmäßiges Haufendorf dar, und die Forschung hat festgestellt, dass die Haufendörfer zu den ältesten Siedlungen gehören, während die anderen Typen wie Straßen-, Zeilen-, Platz- und Hufendörfer, Rundlinge usw., viel später entstanden sind. Die geschichtliche Forschung ist der Auffassung das Orte mit der Endung „-stedt“ oder „-städt“ sehr alt sind und schon vor der Völkerwanderung, also vor dem Jahre 300, gegründet sein müssen. Aus alten Karten ergibt sich, dass die alte Handelsstraße aus „dem Reich“, das heißt Schwaben und Franken, kommend durch die Sachsenburger Pforte über Oldisleben und Esperstedt nach Sangerhausen ging. Nach Oldisleben zu lag das wüst gewordene Kapellendorf. Der Name Esperstedt ist nach dem alten Wort „aspa“ gleich der Baumart Espe, zu deuten, als Espenstätte. Der Ortsname kann aber auch auf das mittelhochdeutsche Wort „espen“ gleich freier, zur Viehweide benutzter Platz, zurückgeführt werden.
Das Dorf wurde zwischen 775 und 786 erstmals urkundlich erwähnt.
Im 12. Jahrhundert gehörte Esperstedt den Grafen von Beichlingen-Rothenburg und kam 1179 an das Bistum Halberstadt. Auch das Stift Jechaburg bei Sondershausen hatte hier Besitz. Im Jahre 1367 wurde das Dorf „Espelestede“, von den damaligen Besitzern, den Herren von Heldrungen, an den Grafen von Schwarzburg verkauft. Bis 1918 gehörte der Ort zur Unterherrschaft des Fürstentums Schwarzburg-Rudolstadt.
Nach der grausamen Niederschlagung des Bauernaufstandes von 1525 wurde Esperstedt ein bedeutender Stützpunkt der Wiedertäuferbewegung. Ihr Hauptführer in dieser Gegend war ein gewisser Alexander. Weitere Anhänger in Esperstedt waren Adam Kühne, Peter Reuße und Kurt Meißen.
Im Jahre 1626, während des Dreißigjährigen Krieges, wurde das Dorf durch Truppen des Generals Merode abgebrannt.
Am 1. Dezember 2007 wurde Esperstedt mit seinen 648 Einwohnern nach Bad Frankenhausen eingemeindet.

## Wirtschaft
Der Braunkohleabbau auf dem tertiären Braunkohlefeld nördlich des Dorfes hat eine alte Geschichte. Bereits früh förderte dort die Frankenhäuser Pfännerschaft die Kohle zum Betrieb ihrer Salzsiederhäuser. Die Esperstedter Bauern, die damit nicht einverstanden waren, verschütteten im April 1800 einen Schacht. Ein regelmäßiger Abbau setzte seit 1828 auf dem Auroraschacht und der Ludwigszeche ein, der zeitweise bis zu 135 Personen beschäftigte. Versuche nach dem ersten und Zweiten Weltkrieg, den Abbau wieder zu beleben, scheiterten, da der Flöz zu unregelmäßig ist.
In Esperstedt besteht seit 1929 ein Stützpunkt der Wasserwirtschaftsdirektion Werra-Gera-Unstrut Erfurt, Flussbereichsmeisterei Artern (heute Thüringer Ministerium für Umwelt, Energie und Naturschutz).
Im Zuge der Bodenreform von 1946 wurde das Gut des Erbhofbauern und Reichserbhofrichters Lüttich bzw. 127 ha Land des ehemaligen Einsatzflugplatzes (1935–1945), südlich von Esperstedt an der Straße Richtung Oldisleben gelegen, aufgeteilt.
1958 wurde die LPG „Junge Welt“ (TYP III) mit einer landwirtschaftlichen Nutzfläche von 905 ha gegründet. 1960 wurde das Dorf vollgenossenschaftlich und 1968 erfolgte die landwirtschaftliche Kooperation mit Ringleben.

## Persönlichkeiten
- Alexander (hingerichtet 1533), Esperstedter Messner und Schulmeister sowie Sendbote der Täuferbewegung
- Heinz Kraut (hingerichtet 1536 in Jena), Esperstedter Schneider und Sendbote der Täuferbewegung
- Friedrich Lüttich (1849–1912), Rittergutbesitzer, Landkammerrat, Reichstagsabgeordneter
- Paul Josef Hankel (1856–nach 1925), Reichsgerichtsrat
- Rudolf Knauth (1879–1963), Landrat, Jurist, Vizepräsident des Thüringischen Oberverwaltungsgerichts, Mitglied des Staatsgerichtshofes des Deutschen Reiches
- Bernhard Lüttich (1909–1973), Politiker (NSDAP)
- Tom Schilling (* 1928), Choreograf für modernes Tanztheater
- Reimund Neugebauer (* 1953), Präsident der Fraunhofer-Gesellschaft

## Verkehr
Der Haltepunkt Esperstedt (Kyffh) lag an der Bahnstrecke Bretleben–Sondershausen, welche 1893 Eröffnet wurde. 1907 wurde die Nebenbahn nach Oldisleben als Rübenbahn eröffnet. 1959 wurde hier der Personenverkehr eingestellt. Woraufhin sie von 1959–1990 nur noch als Anschlussbahn für die Zuckerfabrik Oldisleben diente. Der SPNV wurde zum Dezember 2006 eingestellt und die Strecke 2008 stillgelegt.
Dort zweigte bis 1993 die Bahnstrecke Esperstedt–Oldisleben ab, die 1993 stillgelegt und 2012 entwidmet wurde.